# Max Koegel
Otto Max Koegel, né le 16 octobre 1895 à Füssen, mort le 26 juin 1946 à Schwabach, est un officier nazi, commandant de plusieurs camps de concentration et d'extermination durant la Seconde Guerre mondiale.

## Biographie
Engagé volontaire durant la Première Guerre mondiale, il a été blessé trois fois au combat, dont une fois à la Bataille de Verdun, et a reçu la Croix de fer seconde classe.
Il est devenu membre du parti nazi le 2 mai 1932 (n° 1.179.781) et de la SS le 1er juin 1932 (n° 37.644). 
De 1938 à 1939, il est le commandant du camp de concentration de Lichtenburg. Puis, en officier SS Hauptsturmführer, il devint commandant du camp de concentration de femmes de Ravensbrück du 18 mai 1939 (date d’ouverture du camp) jusqu'en août 1942. Promu Obersturmbannführer, il commanda ensuite le camp d'extermination de Majdanek d'août à octobre 1942, puis le camp de concentration de Flossenbürg du 29 avril 1943 au 23 avril 1945.
Après la guerre, il réussit à se cacher sous une fausse identité et ne fut arrêté par l'armée américaine que le 26 juin 1946 à Schwabach, près de Nuremberg. Il se suicida durant la nuit dans sa cellule.